# Phytometra purpurata
Phytometra purpurata är en fjärilsart som beskrevs av Carl von Linné 1761. Phytometra purpurata ingår i släktet Phytometra och familjen nattflyn. Inga underarter finns listade i Catalogue of Life.